# Kisielsk (gromada)
Kisielsk – dawna gromada, czyli najmniejsza jednostka podziału terytorialnego Polskiej Rzeczypospolitej Ludowej w latach 1954–1972.
Gromady, z gromadzkimi radami narodowymi (GRN) jako organami władzy najniższego stopnia na wsi, funkcjonowały od reformy reorganizującej administrację wiejską przeprowadzonej jesienią 1954 do momentu ich zniesienia z dniem 1 stycznia 1973, tym samym wypierając organizację gminną w latach 1954–1972.
Gromadę Kisielsk z siedzibą GRN w Kisielsku utworzono – jako jedną z 8759 gromad na obszarze Polski – w powiecie łukowskim w woj. lubelskim na mocy uchwały nr 13 WRN w Lublinie z dnia 5 października 1954. W skład jednostki weszły obszary dotychczasowych gromad Kisielsk, Wola Kisielska, Borki, Mizary, Januszówka i Kapice ze zniesionej gminy Prawda w tymże powiecie. Dla gromady ustalono 15 członków gromadzkiej rady narodowej.
1 stycznia 1959 do gromady Kisielsk włączono wsie kolonię Celej ze zniesionej gromady Powały w tymże powiecie.
1 stycznia 1962 gromadę zniesiono, włączając jej obszar do nowo utworzonej gromady Stoczek w tymże powiecie.